# Tanegasima Űrközpont
Tanegasima Űrközpont (japánul: 種子島宇宙センター Tanegasima Ucsú Szentá) (TNSC) NASDA (National Space Development Agency/Japán Nemzeti Űrfejlesztési Hivatal), 2003. október 1-től a JAXA (Japanese Aerospace Exploration Agency/Japán Űrkutatási Hivatal) legnagyobb űrközpontja.

## Összefoglaló
A Tanegasima Űrközpont Kjúsútól 115 kilométerre délre  üzemelő létesítménycsoport. 1969-ben adták át  a 9 700 000 négyzetméteren található létesítményeket műszaki szolgálatra. Japán legnagyobb rakétahajtómű próba pályája, rakétaindító, műhold pályába emelést biztosító létesítményének együttese. A legszebb rakétaindító központ a világon.
Az űrobjektumnak Kiku–1 műhold pályairányba állítása volt az éles főpróbája. Tesztelték az előkészítést (teszt pavilonok, szerelési épületek, üzemeltetés összhangja), az indítást (rakéta előkészítés, indítóállványba helyezés, az indítás feltételei), a fellövést (a hordozórakéta biztonságát, a műholddal történő együttműködést (követő rendszerek [radar, optikai], adás/vétel), valamint a kapcsolódó követő rendszerek összhangját.
A H–II, H–IIA, H–IIB hordozórakétákat két indítóhelyen tudják üzembe helyezni. Rakéta hajtómű működési, terhelési padjával az LE–7A rakétamotort tesztelték. 1992-ben megkezdődött az Osaki Launch Complexum teljes átépítése. Itt tesztelték, innen indultak az NI, N–II és H–I rakéták.
Az indítási sáv a Csendes-óceán felett húzódik 30–45° -os hajlásszögben az Egyenlítőhöz. Az 1980-as években innen indultak az erősebb Nk–1 és Nk–2 hordozórakéták.